# Phytophthora cinnamomi
O Phytophthora cinnamomi é um oomiceto diploide que produz uma fitopatologia (micose) chamada doença da tinta, com várias formas e vivendo em ambiente úmido. Vive no solo nutrindo-se de matéria em decomposição, e inicia a sua destruição pelas raízes mais pequenas, avançando de forma centrípeta para destruir o núcleo da árvore e o seu sistema condutor. Está incluído na lista 100 espécies exóticas invasoras mais daninhas do mundo da União Internacional para a Conservação da Natureza.
É um problema para a saúde das florestas de todo o mundo, em especial da América do Norte e Austrália, estando presente em mais de 70 países.

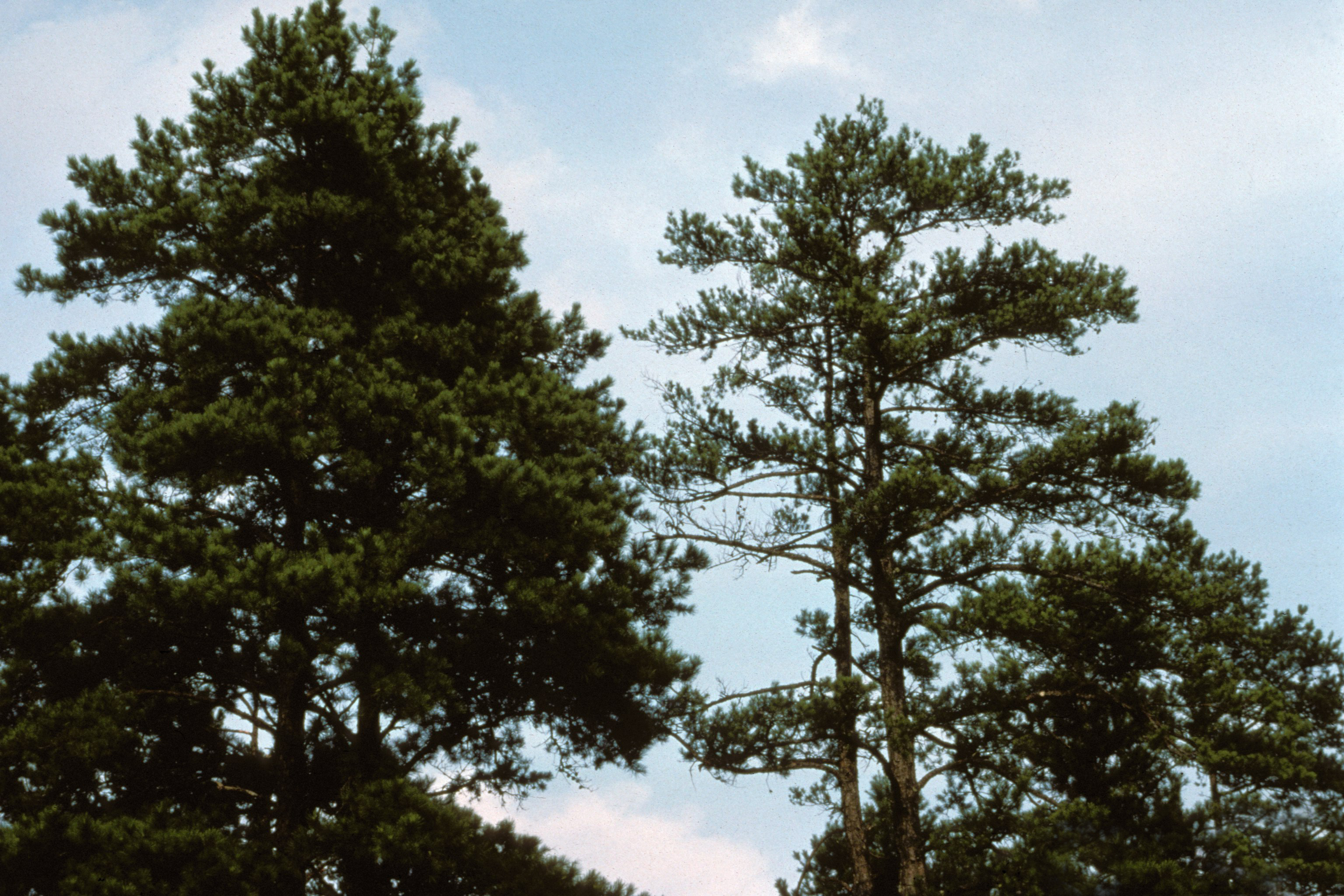
Doença em Pinus spp., com a árvore da esquerda sem sintomas de infeção e a da direita a mostrar sintomas de infeção por Phytophthora cinnamomi